# Fajã do Valado
A Fajã do Valado situa-se na costa Norte da ilha de São Jorge e pertence a freguesia dos Rosais, Concelho de Velas. Encontra-se entra a Fajã do Centeio e a Fajã de Entre Poios
Nesta fajã já houve mais de doze casas, com cisternas. Era uma fajã frequentada, praticamente todo o ano, mas com predominância para os meses de Março e Abril.
Nestes meses cavava-se a vinha e semeava-se a batata e plantava-se o inhame. Em meados de Agosto e Setembro faziam-se as vindimas.
O vinho era feito na fajã. Algum do vinho vinha para a freguesia e o outro ficava na fajã até que precisassem dele e o fossem buscar. No Inverno levavam o gado para invernar na fajã.
As culturas ali existentes eram o milho, a batata, o inhame, a cebola, o alho e tudo o que era necessário para o consumo doméstico e para passar o Inverno com o gado.
Por volta de 1949 foi um casal viver de forma permanente para esta fajã. Ali construíram o seu moinho onde moíam o milho. Viveram nesta fajã perto de vinte anos.
Pela fajã do Valado passa a Ribeira da Rocha do Valado e a meia meio desta fajã, nasce uma fonte que nunca se seca e à qual chamam Fonte da fajã do Valado.
No fim do Verão apareciam aves migratórias, (estrangeiras), como os da terra lhes chamavam. Eram a Garça Real do Cagarro entre outras aves migratórias.
Durante todo o ano existem aqui a Pomba da rocha, O garajau e o sempre presente Milhafre, que apesar de também ser uma ave endógena, chama sempre a atenção com os seus pios agudos nas alturas.
A Garça Real chega geralmente em Fevereiro ou Março e partem no mês de Setembro.
A veja, o bodião, a salema e a Tainha, estão entre os peixes mas apanhados. Para a pesca das tainhas usam a moira (pequeno caranguejo) que é espetada no anzol. Todos estes peixes são apanhados de pedra e com uma cana.
Esta fajã tem uma bela baía constituída por calhau miúdo que encanta a vista.